# گریگوری ووچینسکی
گریگوری ووچینسکی (اوکراینی: Григорій Васильович Вовчинський؛ زادهٔ ۴ ژوئیهٔ ۱۹۸۸) ورزشکار دوگانه، و اسکی‌باز صحرانوردی اهل اوکراین است.